# Claire-Lise de Benoit
Claire-Lise de Benoit (* 28. August 1917 in Kalkutta, Indien; † 15. November 2008) war eine Schweizer Schriftstellerin.

## Leben

### Familie
Claire-Lise de Benoit war die Tochter des Arztes und Missionars Pierre de Benoit (* 9. Mai 1884 in Bern; † 1963) und dessen Ehefrau Renée Helena (1892–1919), Tochter des Oberstbrigadiers Paul Wilhelm August Berthoud van Berchem (1861–1947) und dessen Ehefrau Alice (geb. Necker) (1869–1953), Verfasserin mehrerer Evangelisierungsbroschüren.
Sie blieb zeit ihres Lebens unverheiratet.

### Berufliches Wirken
Claire-Lise de Benoit arbeitete von 1939 bis 1979 im Dienst des Westschweizer Bibellesebunds; in dieser Zeit unterrichtete sie von 1939 bis 1991 im Kulturzentrum Forum Emmaüs in Saint-Légier-La Chiésaz, einer Gründung ihres Vaters.
Sie beteiligte sich an vielen internationalen Kongressen und organisierte 1972 jenen von Vennes in Lausanne über die Kinder-Evangelisation.

### Schriftstellerisches Wirken
Als Spezialistin des Bibelunterrichts für Kinder verfasste Claire-Lise de Benoit zahlreiche Werke, unter anderem die fünfbändige Schrift Etudes bibliques. Ihre 1975 veröffentlichte Schrift Ja, das ist wahr! und deshalb soll es jeder wissen wurde in 84 Sprachen übersetzt und hatte eine Auflage von 1 Million Exemplaren.

## Mitgliedschaften
- Schweizerische Evangelische Allianz.
- Compagnons de Daniel contre la drogue.
- African Enterprise.[6]
- Es bestand zudem eine Mitgliedschaft eines in verschiedenen afrikanischen Städten wirkenden Evangelisationswerks.

## Schriften (Auswahl)
- Anleitung zu vertieftem Bibelstudium nach dem Leseplan des Bibellesebundes. Vennes-Lausanne, Verlag Bibelschule Emmaus, 1941.
- Etudes bibliques. 1941–1945.
- Un trésor pour toi: initiation à la lecture de la Bible pour les jeunes. Vennes/Lausanne: Ligue pour la lecture de la Bible, 1956.
- L'épître aux Romains. Vennes-sur-Lausanne: Ligue pour la lecture de la Bible, 1963.
- Esdras; Néhémie; Esther. Vennes-sur-Lausanne: Ligue pour la lecture de la Bible, 1970.
- Alice van Berchem; Claire-Lise de Benoit: Nacht der Entscheidung. Winterthur Wuppertal-Langerfeld Bibellesebund  1971.
- Le Lévitique. Vennes-sur-Lausanne: Ligue pour la lecture de la Bible, 1974.
- Ja, das ist wahr! und deshalb soll es jeder wissen. 1975.
- L'Evangile de Marc. Vennes-sur-Lausanne: Ligue pour la lecture de la Bible, 1978.
- Meine ersten Gebete. Winterthur, Marienheide Verlag Bibellesebund 1978.
- Schritt für Schritt mit Jesus aus dem Leben von Léonard Bréchet. Lahr-Dinglingen Verlag der St.-Johannis-Druckerei Schweickhardt 1980.
- L'Exode. Lausanne: Ligue pour la lecture de la Bible, 1980.
- L'épître aux Hébreux. Lausanne: Ligue pour la lecture de la Bible, 1982.
- Gott spricht mit mir - ich spreche mit ihm - eine Anleitung für Kinder. Winterthur/Marienheide Verl. Bibellesebund 1982.
- L'important, c'est l'enfant. 1993.
- Célibataire: réflexions et témoignages. Lausanne: Ed. Ligue pour la lecture de la Bible, 1999.